# 袁士元

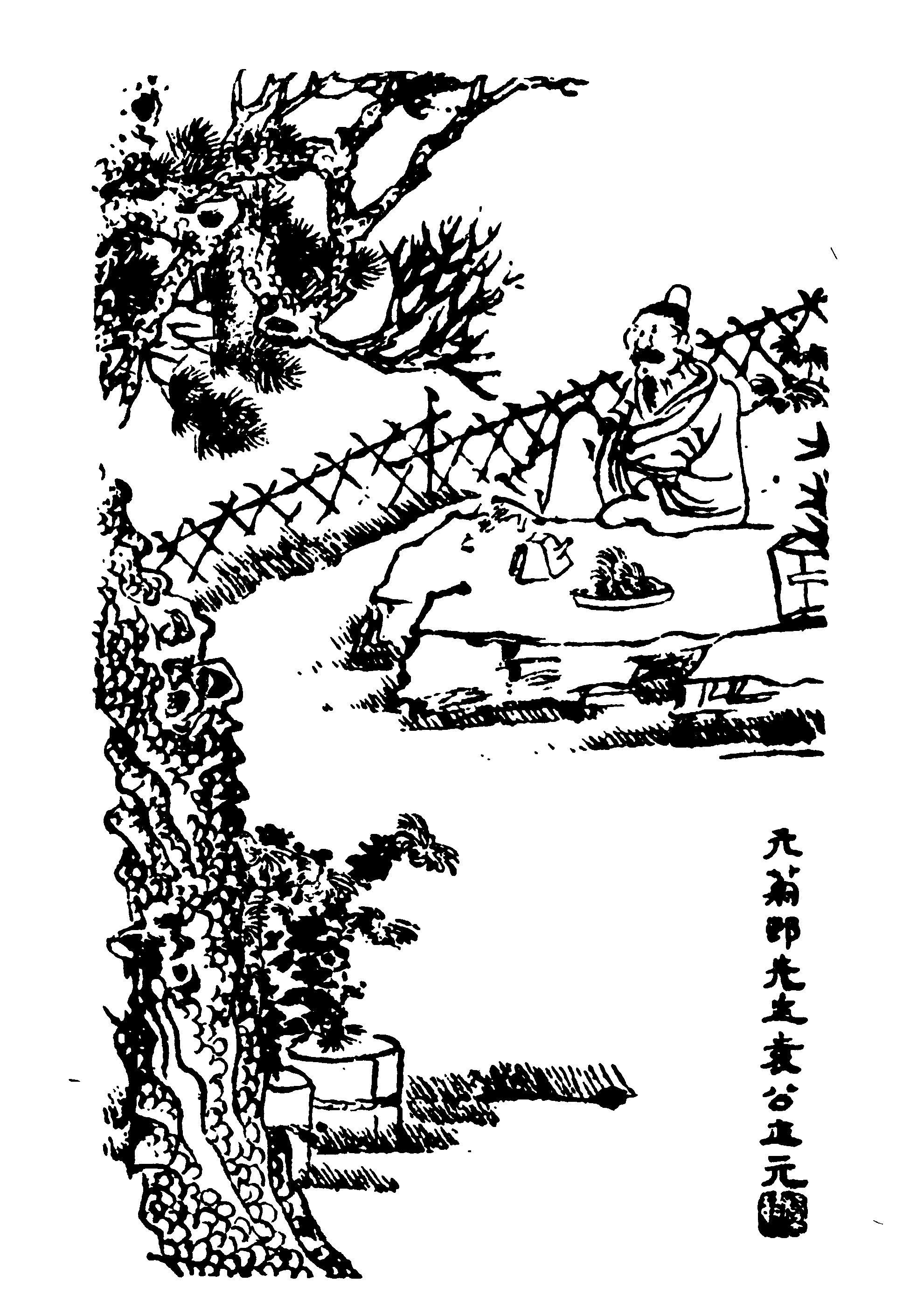
元菊邨先生袁公士元（清代畫家虞琴所繪，出自《四明人鑑》）

袁士元，元朝诗人，一名宁老，字彦章，浙江鄞县（今宁波）人。
以孝顺闻名，因博学多才授县学教谕，调任鄮山书院山长。不久被任命为江路学教授。擢翰林院国史馆检阅官，任命诏书刚颁布，就逝世了，没能赴任。有孙袁镛，曾孙袁珙。
平生爱菊，在自家庭院中种有各类菊花百余株，自称“菊村学者”。

## 著作
- 《林外集》

## 遗迹
今浙江元翰林袁士元墓

## 延伸閱讀
[在维基数据编辑]
 《四明人鑑·元菊村先生袁公士元》，出自《四明人鑑》